# Chlorita nervosa
Chlorita nervosa är en insektsart som beskrevs av Franz Xaver Fieber 1884. Chlorita nervosa ingår i släktet Chlorita och familjen dvärgstritar. Inga underarter finns listade i Catalogue of Life.